# Cerkev Marije Tolažnice, Piran
Cerkev Marije Tolažnice je podružnična cerkev Župnije Piran. Nahaja se v Ulici XI. korpusa.
Cerkev je bila sprva posvečena svetemu Mihaelu. Njena prvotna oblika je iz leta 1439, v 17. stoletju (čas baroka) pa je bila renovirana, zato je tako zunaj kot tudi znotraj značilno baročna. Ob glavnem oltarju iz 18. stoletja visi slika Marije z otrokom. Oprema cerkve je zelo bogata: štiri slike, ki predstavljajo zgodbe iz življenja sveti Avguština, so najprej pripisovali F. Fontebassu, danes pa jih prisojajo G. P. Tiepola, učencu in nasledniku velikega Piazzette.
Najpomembnejša slika, ki je stala na glavnem oltarju, je bila Marija s pasom, delo G. P. Tiepola, ki so jo leta 1940 prenesli v Italijo. Pozornosti sta vredna tudi intarzirana strenska obloga in lesen okvir beneškega rezbarja Brustolona.